# Lardizabalaceae
Famille
Classification APG III (2009)
Les Lardizabalaceae (ou Lardizabalacées) sont une famille de plantes à fleurs dicotylédones de l'ordre des Ranunculales. Ce sont des lianes ou des arbustes, des régions tempérées à subtropicales, originaires de l'Inde, de l'Extrême-Orient ou du Chili. Les follicules charnus des espèces du genre Akebia sont comestibles.
Selon Watson & Dallwitz elle comprend 35 espèces réparties en 8 genres : Akebia, Boquila, Decaisnea, Holboellia, Lardizabala, Parvatia, Sinofranchetia, Stauntonia. La classification phylogénétique y ajoute le genre Sargentodoxa, classiquement rattaché aux Sargentodoxacées dont il est l'unique genre.

## Étymologie
Le nom vient du genre Lardizabala nommé en l'honneur de l'homme d'état espagnol Miguel de Lardizábal (es) (1744-1823) qui étudia la géologie et l’histoire au jardin botanique de Madrid, entra à l'académicie royale de géographie et d'histoire de Valladolid et obtint une place au Conseil des Indes,.

## Liste des genres
Selon NCBI (23 avr. 2010) :
- Akebia
- Archakebia
- Boquila
- Decaisnea
- Holboellia
- Lardizabala
- Parvatia
- Sargentodoxa
- Sinofranchetia
- Stauntonia

Selon Angiosperm Phylogeny Website (19 mai 2010) :
- Akebia Decaisne
- Boquila Decaisne
- Decaisnea J. D. Hooker & Thomson
- Holboellia Wall.
- Lardizabala Ruiz & Pavon
- Parvatia Decaisne
- Sargentodoxa Rehder & E.H.Wilson
- Sinofranchetia (Diels) Hemsl.
- Stauntonia DC.

Selon DELTA Angio (23 avr. 2010) :
- Akebia
- Boquila
- Decaisnea
- Holboellia
- Lardizabala
- Parvatia
- Sinofranchetia
- Stauntonia

Selon ITIS (23 avr. 2010) :
- Akebia  Dcne.

## Liste des espèces
Selon NCBI (23 avril 2010) :
- genre Akebia
  - Akebia longeracemosa
  - Akebia quinata
  - Akebia trifoliata
- genre Archakebia
  - Archakebia apetala
- genre Boquila
  - Boquila trifoliolata
- genre Decaisnea
  - Decaisnea fargesii
  - Decaisnea insignis
- genre Holboellia
  - Holboellia angustifolia
  - Holboellia coriacea
  - Holboellia grandiflora
  - Holboellia latifolia
  - Holboellia parviflora
- genre Lardizabala
  - Lardizabala biternata
  - Lardizabala funaria
- genre Parvatia
  - Parvatia brunoniana
- genre Sargentodoxa
  - Sargentodoxa cuneata
  - Sargentodoxa simplicifolia
- genre Sinofranchetia
  - Sinofranchetia chinensis
- genre Stauntonia
  - Stauntonia cavalerieana
  - Stauntonia chinensis
  - Stauntonia duclouxii
  - Stauntonia hexaphylla
  - Stauntonia obovatifoliola

Selon ITIS (23 avril 2010) :
- genre Akebia  Dcne.
  - Akebia × pentaphylla  (Makino) Makino
  - Akebia quinata  (Houtt.) Dcne.